# Língua koho
Koho  é uma língua línguas bahnáricas|Bahnárica]] falada pelo povo Koho, principalmente na província Lam Dong Vietnã.
O autônomo do povo Koho é  kon chau  (kɔn.caw), enquanto Kơho (kə'hɔ) é um exônimo Cham..

## Dialetos
Existem pelo menos doze grupos de dialetos Kơho na área: Chil (Cil, Til); Kalop (Tulop); Kơyon (Kodu, Co-Don); Làc (Làt, Lach); Mà (Mạ, Maa); Np (Nop, Xre Nop, Noup); Pru; Ryông Tô (Riồng, Rion); Sop, Sre (Chau Sơre, Xrê); Talà (To La); e Tring (Trinh). Embora Mạ / Maa seja um grupo de dialeto Koho, o povo Mạ se identifica como um grupo étnico separado.

## Fonologia
Data below are from H. Olsen (2015).

### Consoantes

#### Iniciais
|                |                | Bilabial | Alveolar | Palatal | Velar | Glotal |
| -------------- | -------------- | -------- | -------- | ------- | ----- | ------ |
| Oclusiva       | Voiceless      | p        | t        | c       | k     | ʔ      |
| Oclusiva       | Aspirada       | pʰ       | tʰ       | cʰ      | kʰ    |        |
| Oclusiva       | Sonora         | b        | d        | ɟ       | g     |        |
| Oclusiva       | Implosiva      | ɓ        | ɗ        |         |       |        |
| Nasal Oclusiva | Nasal Oclusiva | m        | n        | ɲ       | ŋ     |        |
| Fricativa      | Fricativa      |          | s        |         |       | h      |
| Rótica         | Rótica         |          | r        |         |       |        |
| Aproximante    | Aproximante    | w        | l        | j       |       |        |

- O fonema / r / é geralmente um vibrante alveolar sonoro [r], mas também costuma ser um flap [ɾ] quando ocorre como o segundo segmento em um grupo de cluster consoantes.

#### Finais
|                |                | Bilabial | Alveolar | Palatal | Velar | Glotal |
| -------------- | -------------- | -------- | -------- | ------- | ----- | ------ |
| Oclusiva       | Oclusiva       | p        | t        | c       | k     | ʔ      |
| Nasal Oclusiva | Nasal Oclusiva | m        | n        | ɲ       | ŋ     |        |
| Fricativa      | Fricativa      |          | s        |         |       | h      |
| Rótica         | Rótica         |          | r        |         |       |        |
| Aproximante    | Aproximante    | w        | l        | j       |       |        |

- Antes de palatais finais / c / e / ɲ /, há um desvio palatino audível após a vogal [Vʲ], de modo que / pwac / '~carne' seja pronunciado como [pwaʲc] e / ʔaɲ / 'I (1ª pessoa do singular) 'como [ʔaʲɲ].

### Vogais
|              | Anterior | Central | PosteriorBack |
| ------------ | -------- | ------- | ------------- |
| Fechada      | /i/      | /ɨ~ɯ/   | /u/           |
| Meio fechada | /e/      | /ǝ/     | /o/           |
| Meio aberta  | /ɛ/      |         | /ɔ/           |
| Aberta       |          | /a/     | /ɑ/           |

- As vogais apresentam contraste de extensão.

## Morfologia

### Composição
A composição é um modo de se cunharem novas palavras em Koho. Alguns exemplos:* muh mat ‘rosto’ < muh ([muh]) ‘nariz’ + mat ([mat]) ‘olho’
- phe mbar ‘arroz agulha’ < phe ([phɛ]) ‘arroz descascado’ + mbar ([mbar]) ‘agulha’
- oui ao ‘roupas’ < oui ([ʔoːj]) ‘cobertor’ + ao ([ʔaːw]) ‘camisa’

### Afixos
Um dos prefixos mais importante do Sre é o causador  tön-   [tən-], converte verbo intransitivo em verbo causativo. Se os verbos prefixados tiverem uma inicial nasal, a regra de evitar o agrupamento nasal será aplicada.
| Palavra     | Significado                     | Forma com prefixo | Significado        |
| ----------- | ------------------------------- | ----------------- | ------------------ |
| duh [duh]   | ser quente                      | tönduh [tənduh]   | tornar quente      |
| chöt [cʰət] | morrer                          | tönchöt [təncʰət] | matar              |
| ring [riŋ]  | ser plano, nivelado, equalizado | tönring [tənriŋ]  | equalizar, ajustar |
| mut [mut]   | entrar                          | tömut [təmut]     | fazer entrar       |
| muu [muː]   | descer                          | tömuu [təmuː]     | fazer descer       |